# Sint-Caeciliakapel (Tiel)
De Sint-Caeciliakapel is een kerk in Tiel in de Nederlandse provincie Gelderland, vernoemd naar de heilige Caecilia. Hij was aanvankelijk gebouwd als kloosterkapel, sinds de zeventiende eeuw in gebruik als Nederlands hervormde kerk en van 1949 tot 2022 als Lutherse kerk.

## Architectuur
De kapel is een laatgotische, eenbeukige kerk. Hij bestaat uit een vijftiende-eeuws schip en een hoger, vroegzestiende-eeuws koor, driezijdig gesloten en overkluisd door een netgewelf met doorhangende, gebeeldhouwde sluitstenen en muurschalken met gebeeldhouwde kraagstenen en kapitelen. Er is plaats voor maximaal honderd personen.

## Geschiedenis
De kapel hoorde bij het voormalige Caeciliaklooster van augustinessen. Het klooster is voor het eerst vermeld in een overeenkomst uit 1494 tussen Nicolaas van Teefelen, de pastoor van Tiel, en de bewoonsters van het klooster. De vrouwen woonden er voorheen zonder kloostergeloften af te leggen, maar hadden nu gekozen voor een besloten kloosterleven, waardoor zij vrijgesteld waren van het bezoek aan de erediensten in de parochiekerk.
Na het uitbreken van de Tachtigjarige Oorlog zochten de predikheren van het klooster Westroijen, buiten Tiel, hun toevlucht in het Caeciliaklooster. Toen Tiel in 1578 overging naar de hervormden, moesten de kloosterlingen al hun goederen aan de magistraat afstaan.
Het kloostererf besloeg het gebied van de Kerkstraat, langs de Achterweg en achter de huizen van de Ambtmansstraat (toen Hoochstraat geheten) tot achter het erf van het Ambtmanshuis. Ambtman Diederik Vijgh kocht in 1583 en 1612 gedeelten van de kloostergronden om het erf van het Ambtmanshuis uit te breiden. Het kloostergebouw was in 1606 al in zo'n slechte staat dat men herstel niet meer rendabel vond. In 1609 werden de goederen van het klooster verpacht en met uitzondering van de kapel werd het gebouw voor 1621 gesloopt.
De kapel werd in 1633 ingericht voor de hervormde eredienst en op 26 september 1634 werd de eerste kerkdienst gehouden. In 1809 stond de stad de kapel af aan de hervormde gemeente, met de bepaling dat de Lutherse gemeente er tegen een kleine vergoeding ook haar kerkdiensten mocht blijven houden.
De kapel werd in de Tweede Wereldoorlog grotendeels verwoest maar in 1949 gerestaureerd door monumentenzorg. Sindsdien werd hij gebruikt door de Lutherse kerk. Deze ging in 2004 op in de Protestantse Kerk in Nederland (PKN). Sinds 2022 werden in de kapel alleen nog kerkdiensten gehouden door de baptistengemeente. In 2025 is de kapel verkocht aan de gemeente Tiel.